# 霊公 (衛)
霊公（れいこう、紀元前540年 - 紀元前493年）は、衛の第29代君主。襄公の子。
孔子が衛を訪れた際の君主で、『論語』には夫人の南子とともに言及される。『論語』第十五篇は彼の名が冒頭にあるから「衛霊公篇」と呼ばれる。

## 生涯
襄公とその妾の間に生まれ、他に子がいなかったため太子となる。
襄公9年（前535年）8月、襄公が薨去したため、太子の姫元が立って衛君（以降は霊公と表記）となった。
霊公5年（前530年）、霊公は晋の昭公に参朝した。
霊公6年（前529年）秋、霊公は劉・晋・斉・宋・魯・鄭・曹・莒・邾・滕・薛・杞・小邾の君主たちと平丘（衛の地）で会合し、8月に盟を結んだ。
霊公11年（前524年）夏、宋・衛・陳・鄭の4カ国で雷による火災が起きた。
霊公13年（前522年）6月、霊公の兄である縶（ちゅう）が斉氏（斉豹の一族）によって殺された。この乱を聞いた霊公は都から死鳥（衛の地）へ逃れた。このとき斉から公孫青が訪れて霊公に面会し、霊公の護衛を務めた。その後、衛で北宮喜が斉氏を撃って滅ぼし、乱を平定した。7月、こうして霊公は都に戻ることができ、この乱に関与した者を誅殺した。
霊公29年（前506年）3月、霊公は劉・晋・宋・蔡・魯・陳・鄭・許・曹・莒・邾・頓・胡・滕・薛・杞・小邾・斉の君主たちと召陵で会合し、楚に侵攻した。
霊公32年（前503年）秋、斉の景公と鄭の献公が鹹（衛の地）で盟を結び、衛にも加わるよう催促してきた。霊公はそれに加わろうとしたが、国人たちが許さなかったので、霊公は北宮結を斉に送って捕えさせ、斉を衛に侵入させた。これによって霊公は斉の景公と沙（衛の地）で盟を結んだ。
霊公33年（前502年）夏、晋の趙鞅（趙簡子）が鄟沢（衛の地）で衛と盟を結ぶため、渉佗と成何を衛に派遣した。しかし2人は会盟の席で無礼なふるまいをし、霊公を辱めた。そこで霊公は晋に叛くことにした。秋、晋の士鞅（范献子）が成（成周君）の桓公と会合して鄭に侵攻し、衛にも侵攻してきた。冬、霊公は鄭の献公と曲濮（衛の地）で盟を結んだ。
霊公34年（前501年）秋、霊公は五氏（晋の地）で晋と戦っている斉の景公を援けた。
霊公35年（前500年）冬、霊公は斉（景公）・鄭（游遫）と安甫で会合した。
霊公38年（前497年）春、霊公は斉の景公とともに垂葭に駐留した。この年、魯から孔丘（孔子）がやって来たので、その俸禄を魯と同じようにして待遇したが、やがて意見が合わず孔子は帰っていった。その後も孔子は衛にやって来た。
霊公39年（前496年）春、霊公は公叔戌を憎んでいたので、彼とその仲間たちを放逐した。夏、北宮結が魯へ出奔した。また、晋が朝歌を包囲したので、霊公は斉の景公と魯の定公とともに牽で会合し、晋の范氏と中行氏を救う相談をした。秋、太子の蒯聵（かいかい）は霊公の夫人である南子と折り合いが悪く、南子を殺そうとした。蒯聵は朝礼の際、仲間の戯陽遫に殺させようとしたが失敗し、このことが父の霊公に知られ、蒯聵は宋に出奔した。
霊公40年（前495年）夏、鄭の罕達が宋を攻撃したので、霊公は斉の景公とともに渠蒢（宋の地）に駐留した。
霊公41年（前494年）4月、范氏・中行氏の一味である趙稷が邯鄲で反乱を起こしたため、霊公と斉の景公は救援に向かい、五鹿（趙の邑）を包囲した。秋、霊公と斉の景公はともに晋を攻撃した。
霊公42年（前493年）、霊公は外遊し、子の郢（えい）に車を馭させた。郢は霊公の末子で、字（あざな）を子南といった。このとき霊公が郢に「そなたを太子にするつもりだ」と告げたが、郢は断った。その4月に霊公が薨去し、夫人の南子は郢に太子になるよう勧めたが、また断ったため、蒯聵の子である輒（ちょう）が立って衛君（出公）となった。

## 妻子
- 妻
  - 南子
- 子
  - 荘公（蒯聵）
  - 衛君起
  - 悼公（黔）
  - 公子郢（子南）
- 女
  - 伯姫

## 参考資料
- 『春秋左氏伝』（昭公十三年、十八年、二十年、定公四年、七年～十年、十三年～十五年、哀公元年、二年）
- 司馬遷『史記』（衛康叔世家第七）